# Curetis talautensis
Curetis talautensis är en fjärilsart som beskrevs av Chapman 1915. Curetis talautensis ingår i släktet Curetis och familjen juvelvingar. Inga underarter finns listade i Catalogue of Life.